# Byers, Colorado
Byers är en så kallad census-designated place i Arapahoe County i Colorado. Vid 2010 års folkräkning hade Byers 1 160 invånare.